# Halina Nowina Konopka
Halina Maria Nowina Konopka z domu Wesołowska (ur. 27 maja 1938 w Tarnowie) – polska polityk i architekt, posłanka na Sejm I, III i IV kadencji.

## Życiorys
W 1966 ukończyła studia na Wydziale Architektury Politechniki Krakowskiej. W latach 1967–1973 kierowała działem architektury ludowej w nowo otwartym Muzeum Budownictwa Ludowego w Sanoku, była głównym projektantem tamtejszego parku etnograficznego. W 1974 została starszym wykładowcą w Akademii Rolniczo-Technicznej w Olsztynie.
W 1981 wstąpiła do NSZZ „Solidarność”. W latach 1994–1998 zasiadała w olsztyńskiej radzie miasta. W 1995 została wiceprezesem Stowarzyszenia na rzecz Europy Ojczyzn. Członkini olsztyńskiego oddziału Stowarzyszenia Architektów Polskich. Działała w Opus Sanctorum Angelorum.
Od 1991 do 1998 należała do Zjednoczenia Chrześcijańsko-Narodowego. W latach 1991–1993 i 1997–2005 sprawowała mandat posłanki I, III i IV kadencji. Była wybierana kolejno z listy Wyborczej Akcji Katolickiej (1991), Akcji Wyborczej Solidarność (1997) i Ligi Polskich Rodzin (2001) w okręgach: elbląsko-olsztyńskim i olsztyńskich (nr 29 i nr 35). W 1993 nie utrzymała mandatu, startując z ramienia KKW „Ojczyzna”.
W marcu 1995 była kandydatką tzw. frakcji narodowców (skupionej wokół Jana Łopuszańskiego) do zarządu ZChN; nie została jednak wybrana do tego gremium. Późnym latem 1995 wraz z Henrykiem Goryszewskim i Janem Łopuszańskim przyłączyła się do tzw. Inicjatywy 44, zrzeszającej w ZChN zwolenników Lecha Wałęsy w wyborach prezydenckich z 1995; inicjatywa ta skłoniła prezesa ZChN Ryszarda Czarneckiego do wycofania poparcia dla Hanny Gronkiewicz-Waltz. W marcu 1998 na zjeździe w Częstochowie została wybrana do zarządu ZChN. W lipcu tego samego roku opuściła klub parlamentarny AWS z grupą posłów związanych z Radiem Maryja. Doszło do tego po dymisji Ryszarda Czarneckiego ze stanowiska szefa Komitetu Integracji Europejskiej, a pretekstem stała się niezgoda na prywatyzację Stoczni Gdańskiej poprzez jej nabycie przez spółkę z udziałem zagranicznych inwestorów. Została następnie usunięta z ZChN na wniosek grupy działaczy partii (w tym Stefana Niesiołowskiego, Jerzego Kropiwnickiego, Kazimierza Marcinkiewicza i Marcina Libickiego). We wrześniu 1998 z Janem Łopuszańskim i innymi secesjonistami z AWS utworzyła w Sejmie eurosceptyczne Nasze Koło. W kwietniu 1999 grupa ta zainicjowała powstanie Porozumienia Polskiego, które zostało przekształcone w partię polityczną. Halina Nowina Konopka objęła funkcję wiceprezesa nowego ugrupowania.
21 grudnia 2000 pomagała posłowi Witoldowi Tomczakowi w usunięciu w galerii Zachęta z instalacji włoskiego rzeźbiarza Maurizia Cattelana La Nona Ora fragmentu symbolizującego meteoryt przygniatający postać papieża Jana Pawła II. W 2002 wraz z 32 innymi posłami wystosowała apel przeciwko emisji przez TVP1 filmu dokumentalnego Jerzego Morawskiego pt. Imperium ojca Rydzyka, uznając go za atak na Radio Maryja.
Koło Porozumienia Polskiego z jej udziałem powołano także w Sejmie IV kadencji (po opuszczeniu KP LPR). W 2005 Halina Nowina Konopka bez powodzenia kandydowała do Senatu z ramienia Porozumienia Polskiego. Weszła w skład komitetu wspierającego kandydaturę Karola Nawrockiego na prezydenta RP w wyborach w 2025.

## Poglądy
W trakcie aktywnej działalności politycznej była zaliczana do skrajnej prawicy i określana jako przedstawicielka „nurtu narodowego o zabarwieniu religijnym”. Zyskała pewną rozpoznawalność swoimi wystąpieniami antyaborcyjnymi.
W marcu 1992 była sprawozdawczynią złożonego przez posłów prawicy projektu ustawy „o ochronie prawnej dziecka poczętego”, który wskazywał Kościół katolicki na pierwszym miejscu jako instytucję odpowiednią do opieki nad kobietami w ciąży, a także przewidywał ograniczenie możliwości przerwania ciąży do sytuacji zagrożenia życia kobiety. Projekt stał się następnie punktem wyjściowym dla ustawy z 7 stycznia 1993. W 2005 podczas debaty sejmowej nad projektem ustawy o przeciwdziałaniu przemocy w rodzinie skrytykowała rząd Marka Belki za nakładanie na wspólnoty religijne obowiązku współpracy z rządem w przedmiocie tej ustawy.
W lutym 1999 razem z innymi posłami PP zagłosowała przeciwko ratyfikacji traktatu północnoatlantyckiego. Należała także do przeciwników przystąpienia Polski do Unii Europejskiej; nawoływała do głosowania na „nie” w referendum w 2003.

## Życie prywatne
Córka inżyniera Jerzego Wesołowskiego (1907–1999) i dentystki Haliny z Borettich (1907–2002), odznaczonych w 2016 tytułem Sprawiedliwych wśród Narodów Świata za ocalenie od zagłady w rodzinnym Tarnowie żydowskiej lekarki Augusty Mandel, co uczynili mimo przekonań narodowych. Jej ojciec był budowniczym pierwszej w Polsce linii energetycznej wysokiego napięcia 150 kV z Elektrowni Rożnów do Huty Stalowa Wola. 
Siostra Mariusza Wesołowskiego, posła I kadencji z ramienia Unii Demokratycznej. Zamężna z Dominikiem, szwagierka Piotra Nowiny-Konopki. Matka siedmiorga dzieci, teściowa Ewy z domu Sołowiej, redaktor naczelnej „Naszego Dziennika”.

## Odznaczenia
- Krzyż Komandorski Orderu Odrodzenia Polski – 2025[39]